# Liste der Monuments historiques in Noidant-Chatenoy
Die Liste der Monuments historiques in Noidant-Chatenoy führt die Monuments historiques in der französischen Gemeinde Noidant-Chatenoy auf.

## Liste der Objekte
| Bezeichnung                          | Beschreibung                                                                  | Standort                           | Kennzeichnung | Schutzstatus | Datum | Bild |
| ------------------------------------ | ----------------------------------------------------------------------------- | ---------------------------------- | ------------- | ------------ | ----- | ---- |
| Prozessionsstab Rosenkranzmadonna    | Holz, farbig gefasst und vergoldet, Metall, 19. Jahrhundert                   | in der Kirche St-Christophe (Lage) | PM52001812    | Inscrit      | 1974  |      |
| Prozessionsstab Heiliger Josef       | Holz, farbig gefasst und vergoldet, Metall, erste Hälfte des 19. Jahrhunderts | in der Kirche St-Christophe (Lage) | PM52001814    | Inscrit      | 1974  |      |
| Skulptur eines Heiligen              | mit Stifterfigur; Kalkstein, 16. Jahrhundert                                  | in der Kirche St-Christophe (Lage) | PM52000532    | Classé       | 1971  |      |
| Prozessionsstab Unterweisung Mariens | Holz, farbig gefasst und vergoldet, Metall, erste Hälfte des 19. Jahrhunderts | in der Kirche St-Christophe (Lage) | PM52001813    | Inscrit      | 1974  |      |
| Skulptur Madonna mit Kind            | Kalkstein, 16. Jahrhundert                                                    | in der Kirche St-Christophe (Lage) | PM52000533    | Classé       | 1971  |      |
| Pietà                                | Kalkstein, 16. Jahrhundert                                                    | in der Kirche St-Christophe (Lage) | PM52000534    | Classé       | 1971  |      |
| Skulptur Heiliger Christophorus      | Stein, farbig gefasst, 16. Jahrhundert; 2017 gestohlen                        | Route de Langres (Lage)            | PM52000535    | Classé       | 1971  |      |